# Zaboba pyraloides
Zaboba pyraloides is een vlinder uit de familie van de snuitmotten (Pyralidae). De wetenschappelijke naam van de soort is voor het eerst geldig gepubliceerd in 1914 door Harrison Gray Dyar. Het holotype werd verzameld in Zacualpan (Mexico) in juli 1913.